# Улрих Филип фон Хоензакс
Улрих Филип фон Хоензакс (на немски: Ulrich Philipp Freiherr von Hohensax; * 1531; † 6 март 1585, замък Бург Форстег) е фрайхер на Хоензакс в днешна Източна Швейцария.

## Биография
Той е единственият син на дипломата генерал фрайхер Улрих VII фон Закс († 23 август 1538 в дворец Бюрглен) и втората му съпруга Хелена фон Шварценберг-Хоенландсберг (* 9 ноември 1495; † сл. 1514), дъщеря на фрайхер Йохан фон Шварценберг (1463 – 1528) и графиня Кунигунда фон Ринек (1469 – 1502), дъщеря на граф Филип II фон Ринек († 1497) и Анна фон Вертхайм († 1497).
Улрих Филип въвежда в своята територия реформацията. През 1550 г. той продава дворец Бюрглен на Ланденберг и така през 1560 г. купува двореца и господството Устер. След него започва упадъкът на фамилията Хоензакс.

## Фамилия
Първи брак: през 1532 г. с графиня Анна фон Хоенцолерн († ок. 1558), дъщеря на граф Франц Волфганг фон Хоенцолерн († 1517) и Розина фон Баден († 1554), дъщеря на маркграф Кристоф I фон Баден (1453 – 1527). Те имат пет деца:
- Йохан Албрехт I фон Хоензакс (* пр. 1545; † 1597/1602), фрайхер на Хоензакс, женен за Амалия фон Флекенщайн (* 1546; † 1606), дъщеря на Георг I фон Флекенщайн († 1553) и Йохана цу Залм-Кирбург († 1595), дъщеря на вилд–и Рейнграф Йохан VII фон Салм-Кирбург (1493 – 1531) и графиня Анна фон Изенбург-Бюдинген-Келстербах († 1551/1557)[3]
- Йохан Диполт II фон Хоензакс (* пр. 1544; † 10 август/11 декември 1586), фрайхер на Хоензакс, женен за Маргарета фон Крихинген († сл. 1580), дъщеря на фрайхер Георг I фон Крихинген-Питинген († 1567) и графиня Филипа фон Лайнинген († 1554)
- дъщеря († 1563), омъжена за Хауптман Ерб
- дете
- Урсула фон Хоензакс († сл. 1590)

Втори брак: с Регина Албрехт († 22 ноември 15??). Те имат седем деца:
- Йохан Кристоф фон Хоензакс (1548 – 1625), женен за Мария Кеерер († 1620)
- Йохан Филип фон Хоензакс (* 1 април 1550; † 12 май 1596), женен за Адриана Франциска фон Бредероде († сл. 1620)
- Йохан Улрих фон Хоензакс (* 1556; † 14 ноември 1592)
- Елизабет фон Хоензакс (1565 – 1601)
- Юдит фон Хоензакс († 1590), омъжена за Мартин де Зебрегондис
- Розина фон Хоензакс († сл. 1597), омъжена за Георг Динер
- Регина фон Хоензакс († 18 декември 1612/1626), омъжена за Йорг фон Зиргенщайн († 1627/1630)